# Acetylidy
Acetylidy jsou organické sloučeniny s obecnými vzorci MC≡CH a MC≡CM, kde M je atom kovu. Toto označení se také používá pro substituované acetylidy, RC≡CM, kde R je organická funkční skupina.
Acetylidy se používají jako reaktanty v organické syntéze.
Nejvýznamnější sloučeninou z této skupiny je acetylid vápenatý, obvykle nazývaný karbid vápenatý.

## Struktura

Struktura shluku vytvořeného komplexací PhC_{2}Li s N,N,N′,N′-tetramethyl-1,6-diaminohexanu (methylenové skupiny nejsou pro názornost zobrazeny). Modrozelená = Li, modrá = N.

Acetylidy alkalických kovů a kovů alkalických zemin s obecným vzorcem MC≡CM jsou sloučeniny podobné solím, jež obsahují ionty C 2−
2 . Jejich iontová povaha se projevuje snadnou hydrolýzou na acetylen a oxidy kovů; ionty C 2−
2  jsou také rozpustné v kapalném amoniaku.
Základní stav C 2−
2  má uzavřenou elektronovou slupku 1Σ +
g , v důsledku čehož je izoelektronický s neutrální molekulou N2, který jej částečně stabilizuje.
Podobné acetylidy jiných, hlavně přechodných, kovů (například acetylid stříbrný a měďný) jsou kovalentní a acetylidové ionty jsou na kovy navázané pevně, což se projevuje na jejich stabilitě vůči vodě a odlišnými chemickými vlastnostmi.
Acetylidy druhu RC≡CM (R = H nebo alkyl) mívají podobné vlastnosti jako příslušné dvojnásobně substituované sloučeniny. Za nepřítomnosti dalších ligandů vykazují tyto acetylidy polymerní struktury, ve kterých jsou acetylidové skupiny můstkovými ligandy.

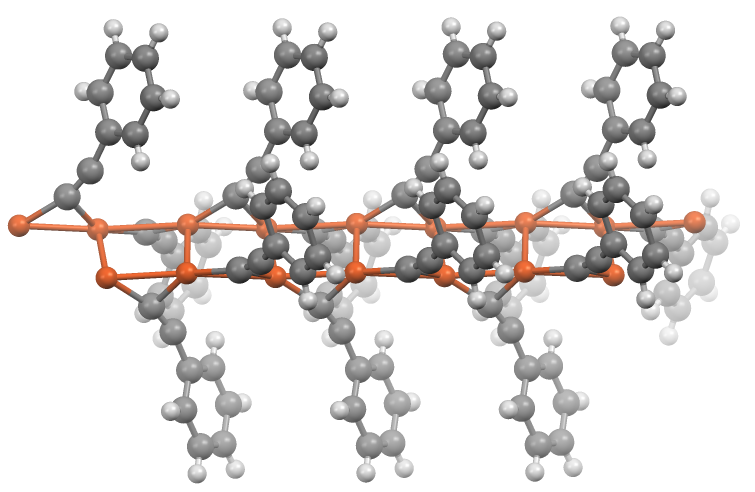
Část struktury polymeru fenylacetylidu měďného, CuC_{2}C_{6}H_{5}.

## Příprava
Koncové alkyny jsou slabými kyselinami:
RC≡CH + R″M ⇌ R″H + RC≡CM
K přípravě acetylidů z acetylenu a dalších alkynů se používají organokovové nebo anorganické superzásady v rozpouštědlech méně kyselých než příslušný alkyn. Původně byl používán kapalný amoniak, ovšem běžnější jsou ethery.
Amid lithný, bis(trimethylsilyl)amid lithný a organolithné sloučeniny, jako například butyllithium, lze použít na tvorbu lithných acetylidů:
{\displaystyle {\ce {{H-C{\equiv }C-H}+{\overset {butyllithium}{BuLi}}->[{\ce {THF}}][-78^{\circ }{\ce {C}}]{Li-\!{\equiv }\!-H}+BuH}}}
Sodné a draselné acetylidy se dají získat z mnoha různých anorganických sloučenin, například amidu sodného nebo z kovů, často i za pokojové teploty a atmosférického tlaku.
Acetylid měďný je možné připravit průchodem acetylenu vodným roztokem chloridu měďného, protože má tato sloučenina nízký součin rozpustnosti. Podobným způsobem lze z dusičnanu stříbrného vytvořit acetylid stříbrný.
Acetylid vápenatý se vyrábí reakcí uhlíku s oxidem vápenatým při teplotě okolo 2 000 °C., podobně probíhá i výroba acetylidu lithného.

## Reakce a použití
Acetylidy typu RC2M se používají v alkynylačních reakcích jako nukleofily, které se navazují na elektrofilní a nenasycené substráty; příkladem využití je Favorského reakce.
Ethylpropiolát je deprotonován n-butyllithem na acetylid. Tento acetylid se aduje na karbonylovou skupinu cyklopentanonu. Hydrolýzou poté vznikne alkynylalkohol.

### Párovací reakce
Acetylidy jsou reaktivními meziprodukty některých párovacích reakcí, například Sonogaširovy, Cadiotovy–Chodkiewiczovy, Glaserovy a Eglintonovy.

## Bezpečnost
Některé acetylidy jsou výbušné.
Příprava acetylidů může být nebezpečná kvůli nakládání s plynným acetylenem za přítomnosti kovů, jako jsou rtuť, stříbro či měď, nebo slitin, které je obsahují (mosazi, bronzu, stříbrné pájky).